# Tori West
Tori West (* 14. Oktober 1995 in Thuringowa Central) ist eine australische Leichtathletin, die sich auf den Siebenkampf spezialisiert hat.

## Sportliche Laufbahn
Erste internationale Erfahrungen sammelte Tori West im Jahr 2015, als sie bei den Ozeanienmeisterschaften in Cairns mit 4841 Punkten die Silbermedaille im Siebenkampf hinter ihrer Landsfrau Sarah Wood gewann. 2019 konnte sie ihren Wettkampf bei den Ozeanienmeisterschaften in Townsville nicht beenden, ehe sie bei der Sommer-Universiade in Neapel mit 5615 Punkten den fünften Platz belegte. 2022 musste sie ihren Wettkampf bei den Ozeanienmeisterschaften in Mackay erneut vorzeitig beenden und 2024 gewann sie bei den Ozeanienmeisterschaften in Suva mit 5951 Punkten die Silbermedaille hinter ihrer Landsfrau Camryn Newton-Smith. Anschließend nahm sie an den Olympischen Sommerspielen in Paris teil und wurde dort mit 5848 Punkten 20. 
2020 wurde West australische Meisterin im Siebenkampf.

## Persönliche Bestzeiten
- Siebenkampf: 6245 Punkte, 19. Mai 2024 in Götzis